# 523년

## 연호
- 남량(南梁) 보통(普通) 4년
- 북위(北魏) 정광(正光) 4년

## 기년
- 남량(南梁) 무제(武帝) 22년
- 북위(北魏) 효명제(孝明帝) 8년
- 신라(新羅) 법흥왕(法興王) 10년
- 고구려(高句麗) 안장왕(安臧王) 5년
- 백제(百濟) 무령왕(武寧王) 23년 / 성왕(聖王) 원년

## 사건
- 백제, 무령왕이 한성에서 세상을 떠나고 아들 명농이 성왕으로 왕의 자리에 오름.

## 사망
- 6월 5일 - 백제(百濟) 25대 왕 무령왕(武寧王).
- 7월 19일 - 교황 호르미스다, 52대 교황.